# Marcantonio Barbaro

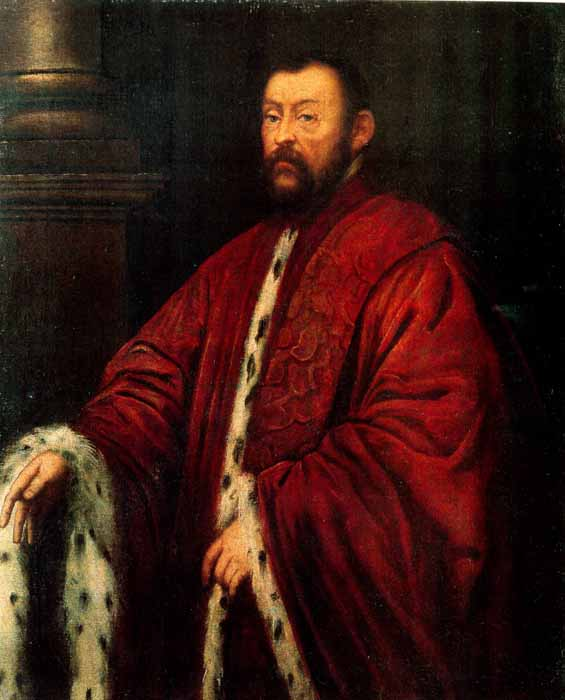
Marcantonio Barbaro auf einem Gemälde von Tintoretto

Marcantonio Barbaro (* 22. September 1518; † 4. Juli 1595; vollständiger Name Marcantonio Barbaro di Francesco) war ein venezianischer Adliger und Diplomat aus der Familie Barbaro. Er war ein Förderer der Architektur, unter anderem Andrea Palladios. Mit seinem Bruder Daniele Barbaro ließ er die Villa Barbaro erbauen.

## Leben
Sein Vater war der Senator Francesco Barbaro, seine Mutter Elena Pisani. 1534 heiratete er Giustina Giustinani, mit der er vier Söhne hatte. Er studierte in Verona und Padua. 
1535 begleitete er Marcantonio Giustinian, der Botschafter beim französischen König war. Anschließend nahm er verschiedene wichtige Missionen der venezianischen Außenpolitik wahr. 1541 wurde er einer der fünf Savi agli Ordini (Sonderbeauftragter insbesondere für maritime Aufgaben) im Consiglio dei Savi (Rat der Weisen) und zwei Jahre später Mitglied im Maggior Consiglio (der Große Rat). 1559 wurde er Mitglied des Senats und ein Jahr später einer der fünf Savi di Terraferma (Weisen für das venezianische Festland) des Consiglio dei Savi. Diese Aufgabe
übte er bis zum Ende seines Lebens mit Unterbrechungen durch diplomatische Aufgaben aus. 1561 wurde er Vertreter Venedigs in Frankreich bei König Karl IX. unter der Regentschaft Caterina de’ Medicis. In Venedig wurde unter seiner Leitung die Rialtobrücke errichtet.